# It Still Moves
It Still Moves è il terzo album in studio del gruppo musicale statunitense My Morning Jacket, pubblicato nel 2003.

## Tracce
1. Mahgeetah – 5:56
2. Dancefloors – 5:38
3. Golden – 4:39
4. Master Plan – 5:05
5. One Big Holiday – 5:21
6. I Will Sing You Songs – 9:18
7. Easy Morning Rebel – 5:09
8. Run Thru – 5:45
9. Rollin Back – 7:50
10. Just One Thing – 3:13
11. Steam Engine – 7:26
12. One in the Same – 6:23

## Formazione
- Jim James - voce, chitarre
- Johnny Quaid - chitarre, voce
- Tom Blakenship - basso
- Patrick Hallahan - batteria
- Danny Cash - tastiere